# Homo sociologicus
Der homo sociologicus (lat. = soziologischer Mensch) ist ein von Ralf Dahrendorf konzipiertes Akteursmodell der Soziologie, bei dem der Mensch als ein durch die Gesellschaft bedingtes Wesen gesehen wird, das sich Normen, Werten und Erwartungen beugen muss.

## Definition
Der homo sociologicus bezeichnet einen Menschen, dem in seinem alltäglichen Leben verschiedene soziale Rollen zukommen, mit welchen wiederum verschiedene Normen, Werte und damit gesellschaftliche Erwartungen verbunden sind, denen er sich beugen muss. Diese Rollen können in einem Inter- oder Intra-Rollenkonflikt stehen, wobei sich der homo sociologicus immer der Rolle fügen wird, bei der der Druck durch Normen, Werte und Erwartungen am stärksten ist. Dabei wird zwischen Muss-, Soll- und Kann-Erwartungen unterschieden. Da die Erwartungen von der Gesellschaft ausgehen und der Einzelne keinen Einfluss auf sie hat, kann er sich ihnen nicht entziehen. Dies kann sogar so weit gehen, dass das Individuum Normen internalisiert, und sich dadurch bei Nichteinhaltung selbst negativ beziehungsweise bei Einhaltung positiv sanktioniert (Beispiele hierfür sind das Empfinden von Scham und Stolz). Erwartungen, Normen und Werte gehen allerdings selten von der Gesamtgesellschaft, in der der homo sociologicus lebt, aus, sondern meist von kleineren Gruppen, die für die jeweilige Rolle von Relevanz sind. Jeder Mensch ist dadurch einer individuellen Mischung von Normen und Erwartungen unterworfen, die sein Handeln bestimmen.
Die Theorie des homo sociologicus hat sich daher oft den Vorwurf gefallen lassen müssen, dem Menschen den freien Willen abzusprechen.

## Muss-, Soll- und Kann-Erwartungen
(Quelle:)

### Muss-Erwartung
Eine Muss-Erwartung ist eine Erwartung, die in jedem Fall zu erfüllen ist. Oft sind solche gesellschaftlichen Erwartungen gesetzlich geregelt und eine Verletzung wird dementsprechend nicht nur mit sozialen Sanktionen, sondern auch mit rechtlichen Strafen geahndet. Beispiele für Verletzungen von Muss-Erwartungen sind Diebstahl oder Mord.

### Soll-Erwartung
Soll-Erwartungen üben einen kaum schwächeren Druck auf den homo sociologicus aus als Muss-Erwartungen, werden jedoch bei Verletzung nur mit sozialen Sanktionen geahndet. Soll-Erwartungen sind beispielsweise leises Verhalten in einer Bibliothek oder pünktliches Erscheinen am Arbeitsplatz.

### Kann-Erwartung
Kann-Erwartungen ziehen in der Regel keine negativen Folgen nach sich, wenn sie nicht erfüllt werden. Außergewöhnliches Engagement oder allgemein altruistisches Verhalten fällt unter diesen Bereich. Da Kann-Erwartungen nicht von vornherein erwartet werden, wird lediglich bemerkt, wenn sie erfüllt werden und dadurch positive Reaktionen, wie etwa Zuneigung oder Anerkennung, hervorrufen.

## Der homo sociologicus in anderen Bereichen
Der homo sociologicus wirft auch ein Problem für die Philosophische Anthropologie auf: die Frage nach dem Widerspruch zwischen dem von Anderen beeinflussten Rollenhandeln einerseits und der Autonomie (Willensfreiheit) des Individuums andererseits. Es geht also um das nicht erst seit dem 19. Jahrhundert (dort z. B. von Georg Wilhelm Friedrich Hegel, Karl Marx und Ferdinand Tönnies) erwogene Paradox zwischen Notwendigkeit und Freiheit des menschlichen Willens. Zugespitzt: Was bleibt, wenn man vom Menschen ‚an sich‘ den homo sociologicus abzieht? „Der Mann ohne Eigenschaften“ (nach Robert Musil)? Da aber kein Mensch rollenlos leben kann und somit stets Erwartungen und Sanktionen ausgesetzt ist, prägte Dahrendorf dafür die viel zitierte und unterschiedlich interpretierte ironische Formel von der ärgerlichen Tatsache der Gesellschaft.

## Begriffsgeschichte
Der Begriff stammt von Ralf Dahrendorf, der ihn ursprünglich 1958 als Teil einer Festschrift zum 65. Geburtstag des Philosophen Josef König entwarf. Ein Aufsatz zum homo sociologicus erschien dann in zwei Teilen in den Heften 2 und 3 des 10. Jahrgangs der Kölner Zeitschrift für Soziologie und Sozialpsychologie. 1959 veröffentlichte der Westdeutsche Verlag diesen Artikel als eigenständiges Buch mit dem Titel Homo Sociologicus: Ein Versuch zur Geschichte, Bedeutung und Kritik der Kategorie der sozialen Rolle. Zuletzt wurde das Werk 2010 in seiner 17. Auflage vom VS Verlag für Sozialwissenschaften herausgegeben.
Dahrendorf hat mit dieser Schrift der 1958 mit der Rollenthematik noch ganz unvertrauten deutschen Soziologie ein viel beachtetes Analyseinstrument vorgeschlagen. Eine intensive fachliche Diskussion (so durch Friedrich Tenbruck, Erhard Wiehn, Dieter Claessens) schloss sich an. Ihr Erfolg kollidierte mit Deutungen nach Karl Marx („Charaktermaske“) und wurde also nach 1967 von marxistischer Seite kritisiert (Frigga Haug). Uta Gerhardt schloss 1971 diese Diskussion mit ihrer Habilitationsschrift Rollenanalyse als kritische Soziologie so nachhaltig ab, dass der deutsche „Rollen“-Diskurs, trotz gelegentlich beachtlicher Beiträge (Gottfried Eisermann), praktisch bis zur Jahrtausendwende erlosch und sich erst seither wieder belebt.